# پن استیت ایری (برند)، پنسیلوانیا
پن استیت ایری (به انگلیسی: Penn State Erie) یک منطقهٔ مسکونی در ایالات متحده آمریکا است که در شهرستان ایری، پنسیلوانیا واقع شده‌است. پن استیت ایری ۲٫۰ کیلومتر مربع مساحت و ۱٬۶۲۹ نفر جمعیت دارد و ۳۲۶٫۱۴ متر بالاتر از سطح دریا واقع شده‌است.